# José Padilla Sánchez
José Padilla Sánchez (28. května 1889 Almería – 25. října 1960 Madrid), také známý jako Maestro Padilla, byl španělský hudební skladatel a klavírista.

## Život
José Padilla Sánchez se narodil 28. května 1889 v Almerii ve španělské Andalusii. Základní hudební vzdělání získal ve svém rodném městě. Studoval na Královské konzervatoři v Madridu a v Itálii.
Jeho první zarzuela La Mala hembra na text Ventury de la Vega byla uvedena v roce 1906 a měla velký úspěch. Následovala řada stejně úspěšných operet a zarzuel. V roce 1914 odešel do Argentiny a působil jako ředitel a dirigent orchestru Compañía de Ursula López v Buenos Aires. Nějaký čas pobýval v Barceloně, kde se spřátelil s Pablem Picassem.
Po první světové válce pobýval hodně v Paříži a komponoval operety, revue a písně pro Moulin Rouge a další pařížské scény. Stal se mezinárodně proslulým skladatelem. Jeho píseň Španělská růže použil Jerome Kern v muzikálu The Night Boat uváděném na Broadwayi a píseň La Violetera se stala ústřední melodií filmu Světla velkoměsta Charlieho Chaplina.
Kromě operet, revuí a zarzuel napsal hudbu k 70 filmům, TV inscenacím a dokumentům. Zkomponoval i několik chrámových skladeb a napsal, na text Alvareze de Sotomayora, ódu na své rodné město: Himno de Almería.

### Jevištní díla
- 1906 La mala hembra, libreto Ventura de la Vega
- 1906 El centurión, libreto Miguel Mihura a J. Navarro
- 1907 El héroe del cortijo, libreto Ramón Sánchez Saracaga
- 1908 La presidiaria, libreto Ventura de la Vega
- 1908 La titiritera, libreto Juan García Revenga a Victoriano García Revenga
- 1909 La copla gitana, libreto Juan Tavares
- 1909 El decir de la gente, libreto Miguel Mihura a Ricardo González del Toro
- 1909 Los viejos verdes, libreto Manuel Lara a Juan Velarde
- 1910 El heredero del trono, libreto Lope de Haro
- 1910 Juan Miguel
- 1911 El alegre Manolín, libreto Miguel Mihura a Emilio González del Castillo
- 1911 Los apaches, libreto d'Antonio González Rendón
- 1911 El divino juguete, libreto d'Enrique Quilis Pastor
- 1911 Las pícaras faldas, libreto Miguel Mihura a Ricardo González del Toro
- 1911 El pueblo del peleón, libreto Miguel Mihura a Ricardo González del Toro
- 1913 La plebe, libreto Manuel Fernández Palomero
- 1916 La corte del Amor, libreto Manuel Fernández Palomero
- 1916 Miguelín
- 1917 Luzbel, libreto José Aguado Pérez a Miguel Nieto
- 1917 Sabino, el trapisonda, libreto Armando Oliveros a José María Castellvi
- 1918 El secreto de la paz, libreto José Ramón Franquet
- 1923 Sol de Sevilla, libreto José Andrés de la Prada
- 1924 La bien amada, libreto José Andrés de la Prada
- 1924 Pèpètte, opereta
- 1925 Sol y caireles
- 1927 Charivarí
- 1934 Los inviolables, libreto José Silva Aramburu
- 1935 Mucho ciudado con la Lola, revue
- 1939 La Giralda, libreto Joaquín Álvarez Quintero a Serafín Álvarez Quintero
- 1941 La violetera de la prada
- 1949 Symphonie portugaise, opereta
- 1950 La hechicera en Palacio
- 1956 Chacha, Rodríguez y su padre, libreto José Muñoz Román